# 하늘만큼 땅만큼
《하늘만큼 땅만큼》은 KBS 1TV에서 2007년 1월 15일부터 2007년 8월 31일까지 방영된 일일연속극이다.

## 등장 인물

### 주요 인물
- 한효주: 석지수 역
- 박해진: 정무영 역
- 강정화: 윤은주 역
- 이주현: 김상현 역
- 홍수아: 윤은하 역

### 무영, 상현가족
- 정한용: 김태식 역
- 정애리: 박명자 역
- 김일우: 박명태 역
- 윤해영: 박명주 역
- 반효정: 한봉례 역
- 정재순: 이순임 역

### 은주, 은하 가족
- 정동환: 윤재두 역
- 김자옥: 안혜경 역

### 지수 가족
- 홍요섭: 석종훈 역
- 서재경: 석지웅 역
- 강래연: 서미애 역

### 그 외 인물
- 채명지: 박기획 유대리 역
- 최원영: 장영민 역
- 한진희: 장영민 아버지 역
- 이보희: 장영민 어머니 역
- 김세아: 장영민 누나 역
- 서준영: 송지민 역
- 이혜숙: 정무영 어머니 역
- 이경영: 정무영 외삼촌 역
- 연준석: 정무영 동생 역
- 권성현: 다영 역
- 송이우: 은하 친구 역
- 설지윤: 산부인과 의사 역
- 최승경: 건달 역
- 김선은: 조교 역
- 여재구[1]: 영화 관계자 역
- 김희라

## 수상 경력
- 2007년 KBS 연기대상 여자 인기상, 베스트 커플상 한효주
- 2007년 KBS 연기대상 일일극 부문 남자 우수 연기상, 베스트 커플상 박해진

## 연장
- 하늘만큼 땅만큼 방영 분량이 120부작에서 45회 연장되어 165부작으로 변경 및 확정되었다.

## 참고 사항
- 비교적 높은 인기를 얻었으나 '출생의 비밀'[2]이란 구태의연한 공식에서 벗어나지 못하는 비난이 있었다.
- 다양한 가족 유형들을 테마로 잡아 우리 사회의 문제를 다뤄본다는 점에서 화제가 되었으나 여러 차례의 진부한 요소[3]가 있었다는 지적을 받았다.